# クロッシング・マインド 消えない銃声
『クロッシング・マインド 消えない銃声』（原題:We Don't Belong Here）は2017年にアメリカ合衆国で公開されたドラマ映画である。監督はピア・ペダーセン、主演はキャサリン・キーナーが務めた。本作はペダーセンの映画監督デビュー作である。また、2016年6月に亡くなったアントン・イェルチンの遺作でもある。なお、本作は日本国内で劇場公開されなかったが、DVDが発売されている。

## 概略
躁鬱病と薬物依存に苦しんでいたマックスウェル・グリーンがある日突然失踪した。それをきっかけに、マックスの母親であるナンシーもおかしくなり、グリーン家は崩壊の一途を辿ることになった。その原因を究明する過程で、グリーン家が抱える暗い過去が明るみに出てしまう。

## キャスト
※ ()は日本語吹替。
- キャサリン・キーナー - ナンシー・グリーン (土井美加)
- ケイトリン・デヴァー - リリー・グリーン (鈴宮早織)
- アントン・イェルチン - マックスウェル・グリーン (河本啓佑)
- ライリー・キーオ - エリサ・グリーン (下山田綾華)
- アニー・スターク - マデライン・グリーン (川端麻衣)
- モリー・シャノン - デボラ (槇原千夏)
- ジャスティン・チャットウィン - トーマス (小林親弘)
- オースティン・エイブラムス - デイヴィー (岩端卓也)
- デブラ・ムーニー - 祖母
- マーヤ・ルドルフ - ジョアン (森千晃)
- ケイリー・エルウィス - フランク・ハーパー (宮崎敦吉)
- ミシェル・ハード - ターニャ
- サラ・ラモス - ジル
- マーク・ファミリエッティ - トラックに乗っている男

## 製作
2014年5月14日、新作映画『The Greens Are Gone』にキャサリン・キーナー、キーナン・シプカ、アントン・イェルチン、ライリー・キーオ、アニー・スターク、ロイス・スミスが出演することになったと報じられた。6月5日、シプカの降板を受けて、ケイトリン・ディーヴァーが代役として起用されるとの報道があった。その際、ピア・ペダーセンが監督に起用されるとも発表された。12日、ケイリー・エルウィスの出演が決まったと報じられた。13日、マーヤ・ルドルフがキャスト入りした。結局、ロイス・スミスは本作に出演しなかった。
本作の主要撮影は2014年7月7日にマサチューセッツ州ウースターで始まり、同月21日に終了した。
2015年4月20日、マイケル・イェツェルスキーが本作で使用される楽曲を手掛けることになったと報じられた。2017年1月24日、本作の予告編が公開された。その際、タイトルが『The Greens Are Gone』から『We Don't Belong Here』に変更された。